# Strandbad Wannsee

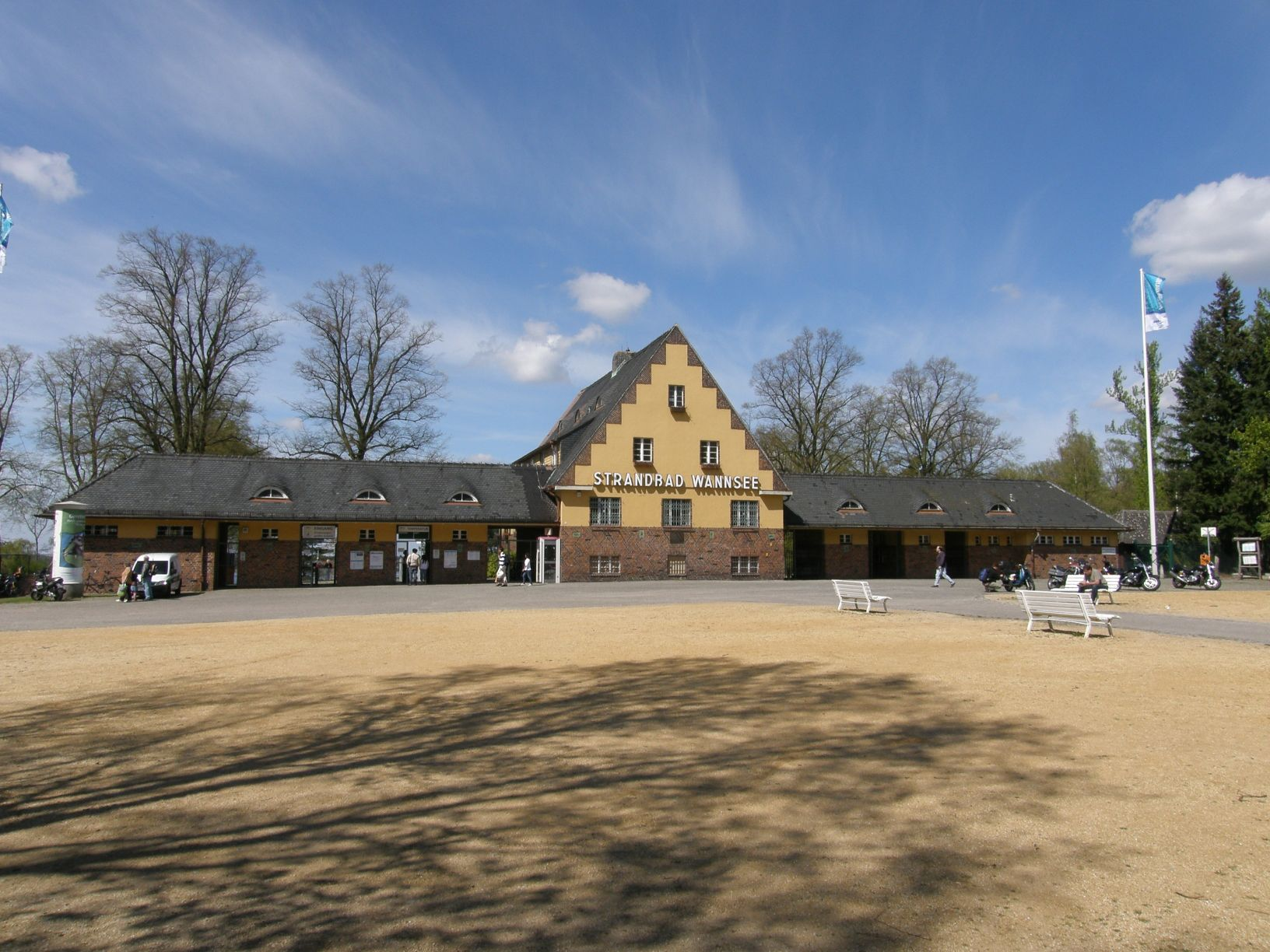
Eingangsgebäude und Vorplatz

Das Strandbad Wannsee ist eines der größten Freibäder an einem Binnengewässer in Europa. Es befindet sich am Ostufer des Großen Wannsees, eines Havel-Ausläufers in Berlin.
Das Strandbad liegt südlich der Insel Schwanenwerder (Anschrift: Wannseebadweg 25) in der Nähe der S-Bahn-Station Nikolassee im gleichnamigen Ortsteil des Bezirks Steglitz-Zehlendorf und wird als städtisches Freibad von den Berliner Bäder-Betrieben verwaltet. Es wurde 1907 als so genanntes Familienbad eröffnet und verfügt über 1275 Meter Sandstrand. Auf einer Gesamtfläche von 355.000 m² (davon 130.000 m² Wasserfläche) hat es eine Kapazität für 12.000 Badegäste (in Spitzenzeiten maximal 30.000) – davon etwa 10 bis 15 % im FKK-Bereich.

## Geschichte

### Anfangsjahre

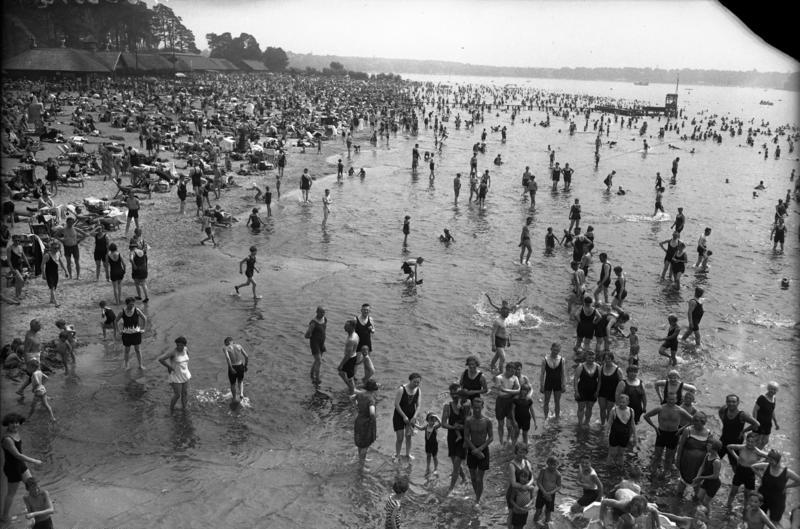
Strandbad Wannsee, ca. 1926

Im Mai 1907 erlaubte der Landrat des Kreises Teltow, zu dem das Areal bis zur Eingemeindung nach Berlin 1920 gehörte, das bis dahin verbotene Baden im Großen Wannsee. Am 8. Mai 1907 begannen die Bauarbeiten zur Umgestaltung des Wannsee-Ufers in ein Strandbad. Fortan wurde die Badestelle nicht nur ein beliebtes Ausflugsziel, sondern bald schon zur „Badewanne der Berliner“.
Einwohner der Hauptstadt und Millionenmetropole, die sich eine Reise in die „Sommerfrische“ eines der mondänen Ostseebäder nicht leisten konnten, hatten nunmehr am Wannseestrand als Naherholungsgebiet die Möglichkeit, mit der ganzen Familie (berlinerisch: mit Kind und Kegel) sonnen und baden zu gehen. Darüber hinaus zog das für damalige Verhältnisse ungewöhnlich freizügige „wilde Treiben“ auch viele Schaulustige an.

Bald wurden erste Umkleidebauten errichtet, um keinesfalls die „Sittlichkeit“ beim gemischten Baden zu gefährden. Während konservative Kreise und vor allem Villenbesitzer aus der noblen Umgebung gegen das lebensreformerische und proletarische Freibad protestierten, bildeten sich ab 1909 Clubs: der „Club fideler Sonnenbrüder“, die „Wannseaten“ und der „Arbeiter-Schwimmverband“.

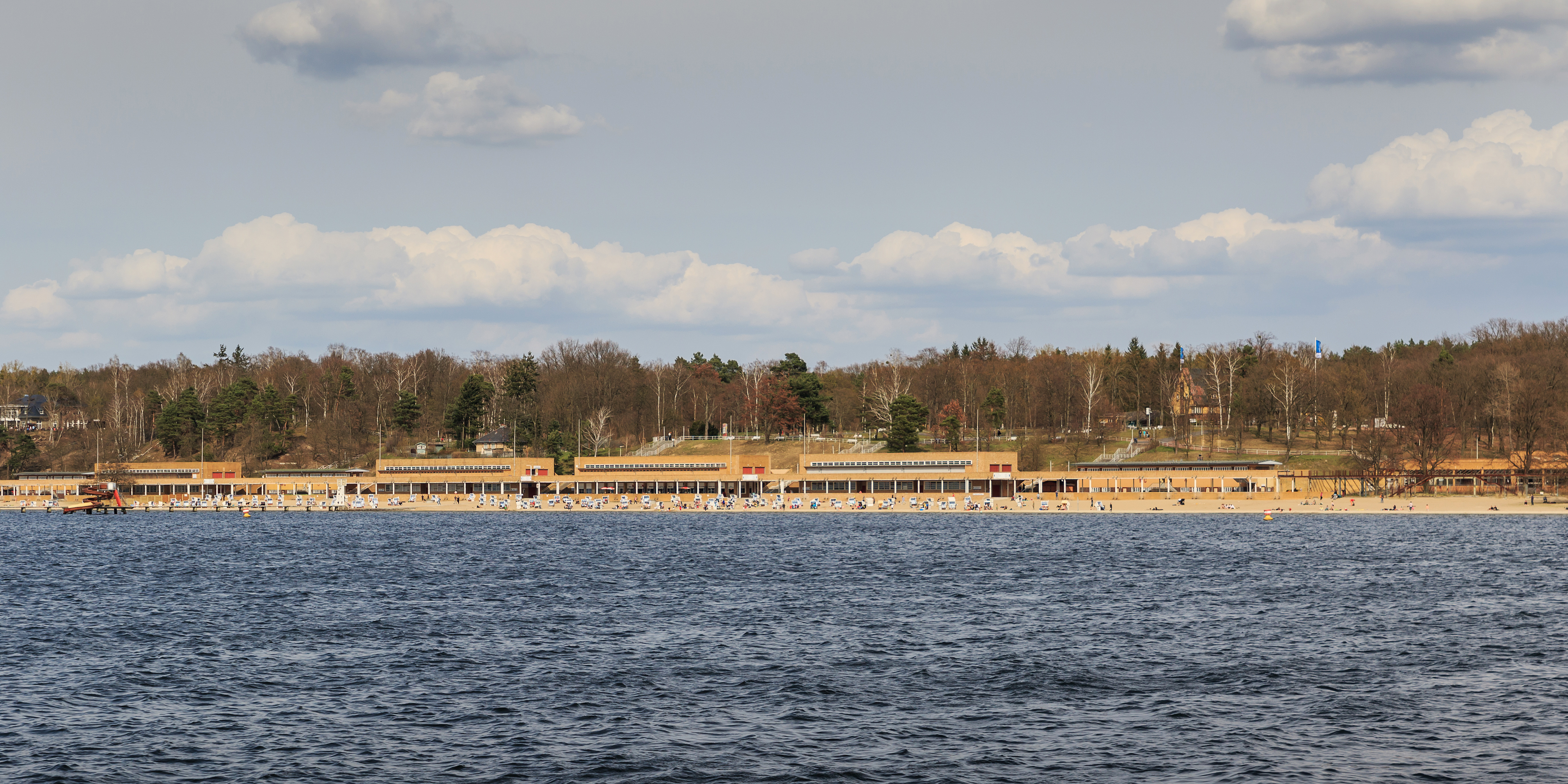
Blick vom Großen Wannsee auf das Strandbad, 2015

Entwicklung der Besucherzahlen: Nachdem im Jahre 1912 über 500.000 Badende zum Wannsee kamen, waren es 1927 schon 900.000. Den absoluten Rekord erreichte das Strandbad im Jahr der Neueröffnung 1930 mit 1.300.000 Besuchern.

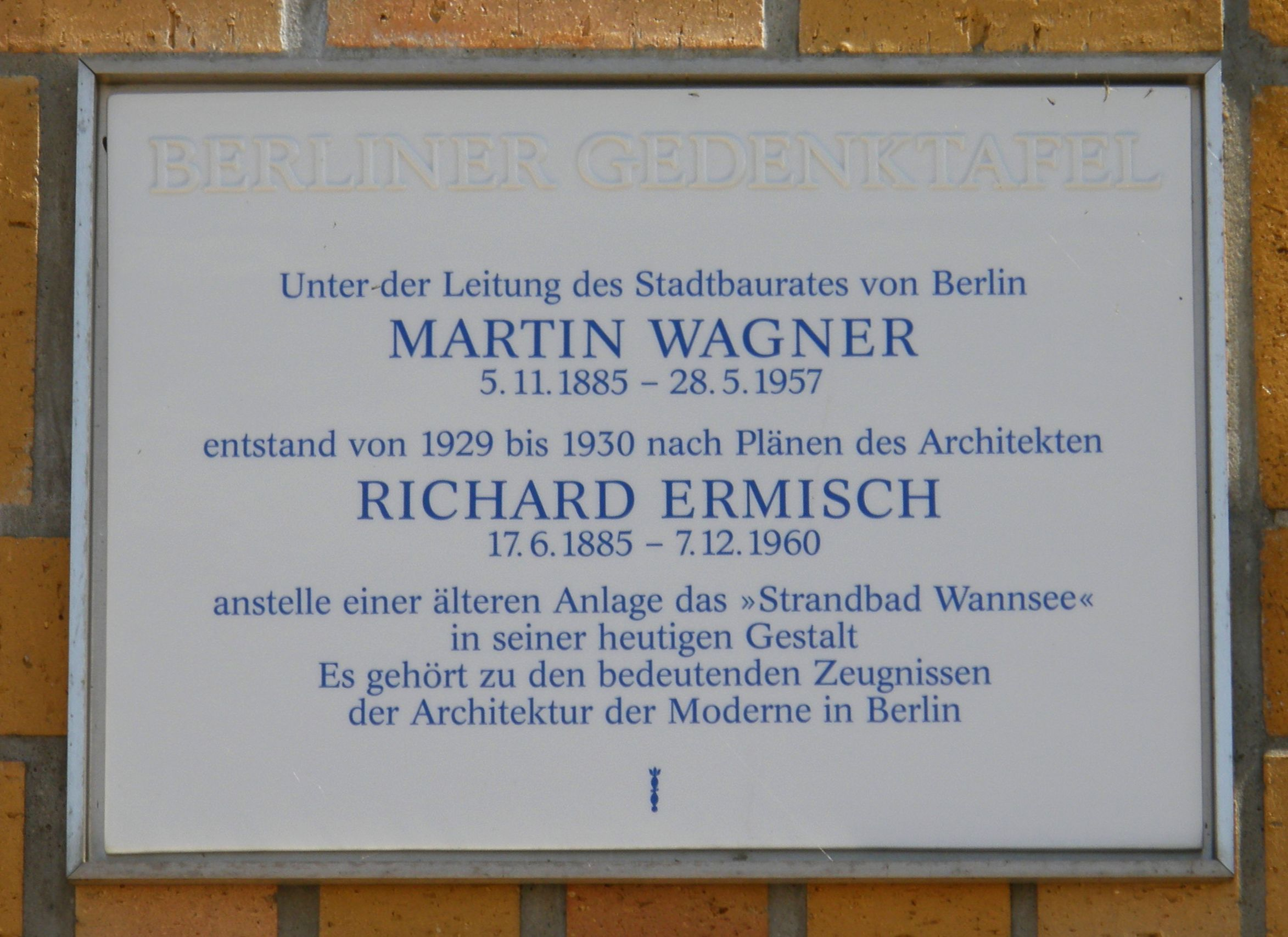
Berliner Gedenktafel für Wagner und Ermisch

Das heutige Strandbad Wannsee basiert auf den Planungen des Architekten Martin Wagner, der 1915 ein erstes Bebauungskonzept für die bis dahin noch kaum erschlossene Badestelle am Ufer des Großen Wannsees erarbeitete und 1927 schließlich ein modernes „Weltstadtbad“ im Sinne der Neuen Sachlichkeit konzipierte. Direktor war 1924 bis 1933 Hermann Clajus. Der denkmalgeschützte Gebäudekomplex mit einer Länge von 540 Metern wurde von 1929 bis 1930 nach Entwürfen des Architekten Richard Ermisch und des ihm unterstellten Oberbaurates Haenisch errichtet.
Infolge der Weltwirtschaftskrise wurde die Anlage allerdings nur zur einen Hälfte (Nordachse) einschließlich des als Mittelpunkt gedachten Strandrestaurants „Lido“ realisiert. Ein späterer Weiterbau scheiterte daran, dass den ab 1933 herrschenden Nationalsozialisten das Strandbad Wannsee wegen seines zwar modernen, jedoch für das Dritte Reich nicht zeitgemäßen Baustils missliebig war.
Juden wurde der Besuch öffentlicher Badeanstalten, außer während der Olympischen Sommerspiele 1936, generell verboten. Ab 1942 wurde das bis dahin strafbare Nacktbaden innerhalb ausgewiesener Bereiche erstmals offiziell erlaubt. Während des Zweiten Weltkrieges war in einigen Gebäuden des Strandbades Wannsee die Organisation Todt untergebracht. Nach 1945 wurde der Badebetrieb in dem von Kriegseinwirkungen weitgehend verschont gebliebenen Strandbad Wannsee fortgesetzt.

### Nachkriegszeit und Verfall

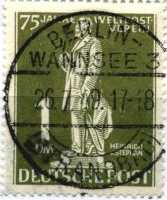
Stempel von 1949 der im Strandbad ansässigen Poststelle

Nach dem Krieg war für große Teile der West-Berliner Bevölkerung das Strandbad Wannsee der Ersatz für die Fahrt ans Meer, die sich in den frühen Nachkriegsjahren nur die wenigsten leisten konnten. Zu Problemen führte der von den amerikanischen Besatzungstruppen unweit des Strandbades in der nicht fertiggestellten Südkurve der AVUS angelegte Übungsplatz Keerans Range. Querschläger flogen bis zum Badestrand und erst erhielt ein Badegast im Juli 1951 einen Steckschuss in die Schulter und am 5. August 1952 schließlich ein siebenjähriges Mädchen in den Hals. Das Mädchen überlebte knapp, und der Vorfall wurde von der Ostdeutschen Presse propagandistisch genutzt. Im Jahr 1955 wurde schließlich noch eine Frau im Strandbad in die Leber getroffen.
Seit den 1960er Jahren kam es zu einem fortschreitenden baulichen Verfall und damit zusammenhängend einem Besucherrückgang auf jährlich nur noch etwa 200.000 Badegäste, wofür insbesondere folgende Ursachen verantwortlich waren:
- der allgemein zunehmende Massentourismus breiter Bevölkerungskreise,
- der Bau neuer Freibäder in vielen Berliner Bezirken,
- der in fast drei Jahrzehnten der Teilung Berlins zeitweise eingeschränkte S-Bahn-Verkehr nach Wannsee/Nikolassee,
- das zu Spitzenzeiten völlig ungenügende Parkplatzangebot im Umfeld des Strandbades,
- stetig steigende Eintrittspreise,
- die über Jahrzehnte nur notdürftig instand gehaltene Infrastruktur und
- das dem Strandbad Wannsee anhaftende Stigma eines „Lido der Armen“ (in Anspielung an das vor Venedig liegende mondäne Seebad).

Die daraufhin in den 1980er Jahren begonnene Sanierung wurde jedoch aus Gründen des Denkmalschutzes (falsche Abmessungen der für die Sanierung der Hallen beschafften gelben Klinker) und letztlich wegen finanzieller Schwierigkeiten der hoch defizitären Berliner Bäderbetriebe bald wieder gestoppt. Infolgedessen verfiel der Gebäudekomplex immer weiter, so dass die Sonnenterrassen auf den vier Hallen und Sanitäreinrichtungen zum Teil geschlossen werden mussten.

### Sanierung zum 100-jährigen Geburtstag

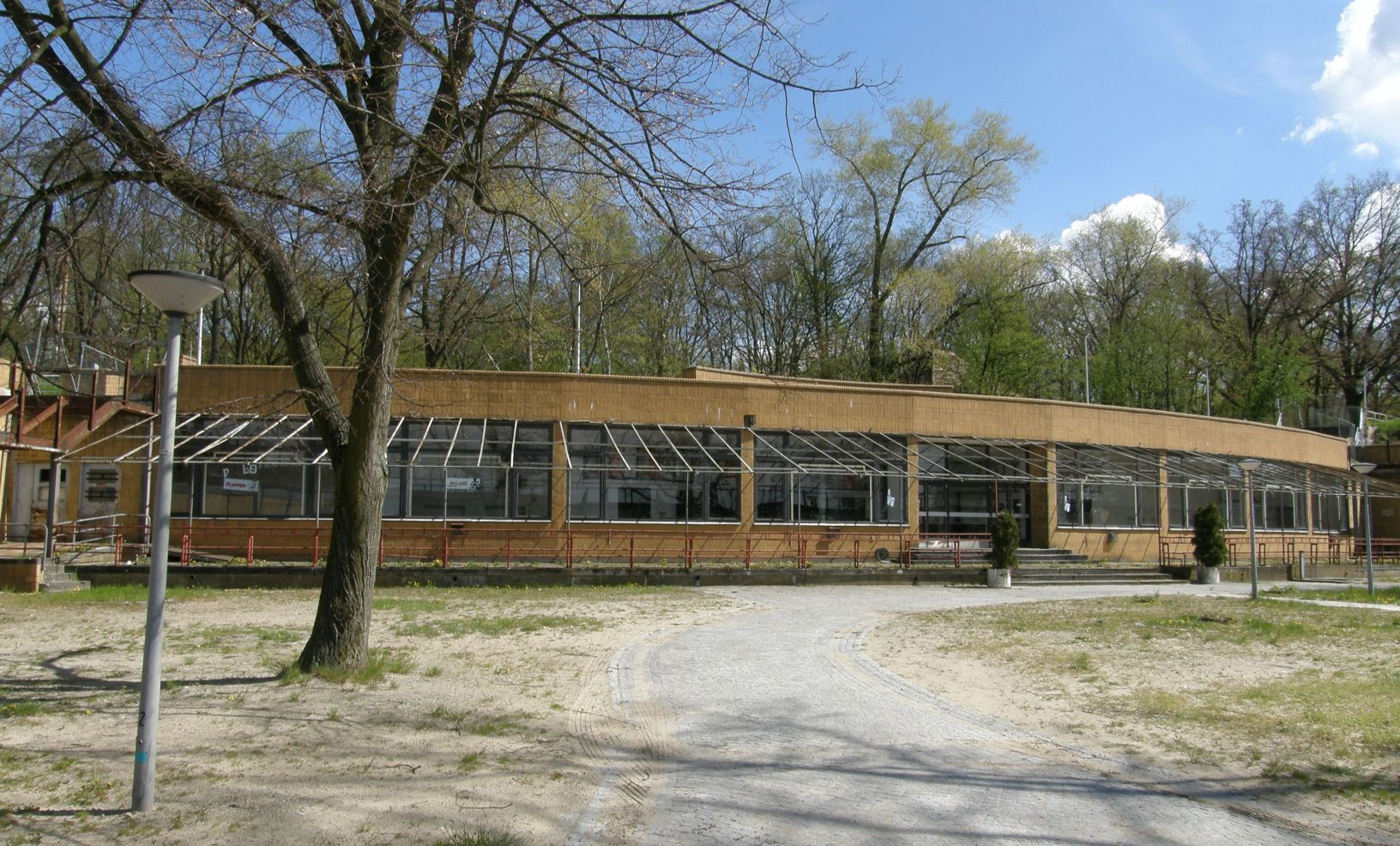
Unsanierter Bereich des ehemaligen Strandrestaurants Lido

Von 2005 bis 2007 wurde ein von der Stiftung Denkmalschutz Berlin getragenes Sanierungskonzept realisiert, durch das die baulichen Anlagen bis zum 100. Geburtstag des Strandbades im Mai 2007 weitgehend wiederhergestellt werden konnten. Die Kosten dafür betrugen 12,5 Millionen Euro. Zeitgleich erfolgte die nicht durch Stiftungsmittel förderfähige Instandsetzung der technischen Infrastruktur aus dem Etat der Berliner Bäderbetriebe. Nicht saniert wurden der Abschnitt des Wandelgangs um das Strandrestaurant Lido sowie das Restaurant selbst, sodass dieser Teil der Gebäudekomplexes dem weiteren Verfall preisgegeben ist.
Im Jahr 2012 stellte der Landesdenkmalrat Schäden an der Gebäudesubstanz fest, die durch die Sanierung nicht beseitigt worden waren. Die Sonnendecks und der obere Wandelgang mussten wieder geschlossen werden. In den folgenden Jahren wurde wiederholt eine Sanierung der gesamten Anlage inklusive des Strandrestaurants Lido gefordert. Durch die Schaffung von Angeboten wie Gastronomie, Sauna und kulturellen Veranstaltungen solle ein ganzjähriger Betrieb ermöglicht und das Strandbad als Ausflugsort wieder gestärkt werden.

### Andauernder Leerstand
Noch gegenwärtig sind weite Teile des Strandbads ohne Nutzung. Im August und September 2024 stellten Studierende unter Leitung von Carsten Gerhards von der Hochschule Darmstadt Entwürfe zur Neugestaltung des Gebäudeensembles vor. Der Hochschullehrer schlug vor, die Gebäude mit einem sozialen Träger unter fachlicher Anleitung durch Studierende und Auszubildende instand setzen zu lassen, wie es andernorts beispielsweise durch Jugendbauhütten geschieht.

## Anlagen

### Gelände

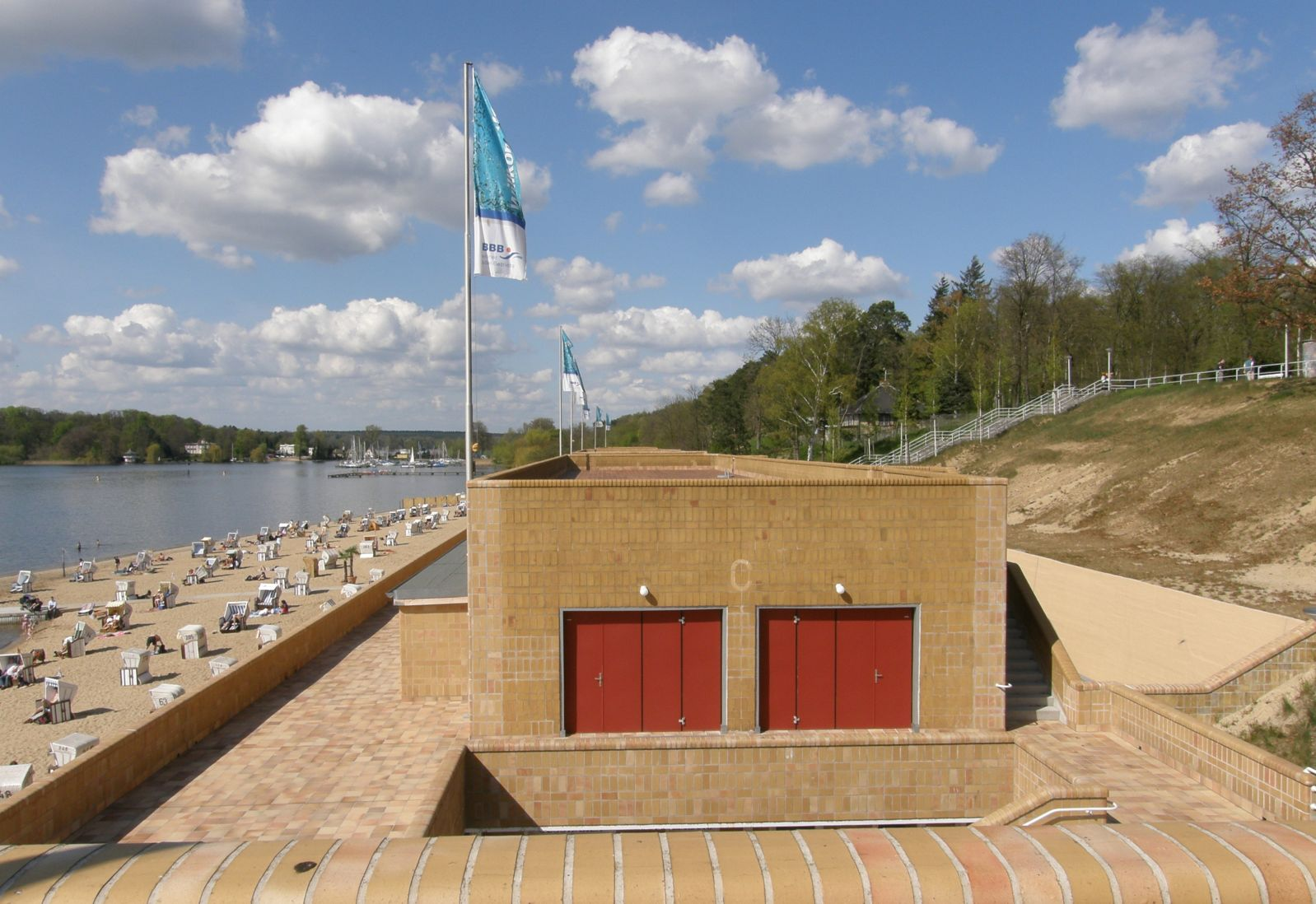
Gebäudekette zwischen Strand und höher liegendem Zugangsbereich

Vom Eingang kommend führen Wege durch eine parkähnliche Anlage zu mehreren großen Abgangstreppen, auf denen die einzelnen Geschosse der Gebäude mit ihren jeweiligen Einrichtungen (Umkleiden, Sanitäranlagen etc.) sowie letztlich der Zugang zum Strand erreicht werden. Zur linken und rechten Seite erstreckt sich zu insgesamt etwa zwei Dritteln der Familienstrand, im letzten Drittel ganz im Norden schließen sich der mit einem Sichtschutz abgegrenzte FKK-Bereich und an dessen Ende ein Körperbehinderten vorbehaltenes Versehrtenbad an. Ein etwa ein Kilometer langer Gehweg, der Gäste mit Kinderwagen oder Rollstuhl zum Strand führt, sollte bis zum Herbst 2024 einen neuen Belag erhalten. Beim Entfernen des alten Belags stellte sich heraus, dass sich darunter Schadstoffe befinden. Durch den Ausbau und die Entsorgung dieser verzögert sich die Fertigstellung des Weges.

### Gebäude
Das aus den 1920er Jahren stammende Eingangsgebäude beherbergt die Verwaltung des Strandbades. Bis Anfang der 1950er Jahre befand sich darin auch ein saisonal geöffnetes Postamt. Direkt am Strand befinden sich vier durch einen oberen und einen unteren Wandelgang miteinander verbundene doppelgeschossige Gaderobenhallen, die 1929 und 1930 errichtet wurden. Diese verfügen im Obergeschoss über Umkleideräume (Sammelumkleiden mit Spinden und saisonal anmietbare Einzelkabinen) sowie im Untergeschoss über Verkaufsstände, ein Schwimmmeister- und Fundbüro, einen Strandkorb- und Liegestuhlverleih sowie eine Erste-Hilfe-Station. Zwischen den Gaderobenhallen befinden sich drei Sanitärgebäude mit Duschen und Toiletten. Am südlichen Ende der Anlage befindet sich das Strandrestaurant Lido. Der zweistöckige Wandelgang verbindet alle Gebäude miteinander und ermöglicht einen Zugang zu den Sonnendecks, die sich auf den Dächern der Gaderobenhallen befinden und Ausblicke über den Strand und den Wannsee bieten.

### Strand
Der über einen Kilometer lange Sandstrand, der aus güterwaggonweise vom Timmendorfer Strand beschafftem Ostseesand besteht, erstreckt sich auf einer Breite von etwa 50 Metern. An drei Punkten sind zudem Stege in das Wasser gebaut. Der Wasserzugang ist kinderfreundlich sehr flach gestaltet.

### Ausstattung
Es stehen 260 mietbare Strandkörbe (davon 60 im FKK-Bereich), über 1000 mietbare Liegestühle und eine Wasserrutsche zur Verfügung. Der Strand- und Wasserbereich (bis zu den Begrenzungsbojen) wird von Bademeistern bzw. Rettungsschwimmern des Deutschen Roten Kreuzes und der Deutschen Lebens-Rettungs-Gesellschaft e. V. überwacht.
Trotz häufiger Massenvermehrung von Cyanobakterien („Blaualgen“) bis hin zur Algenblüte ist die Wasserqualität in der Regel ausgezeichnet.
Außenanlagen/Parkplätze
Am Strandbad Wannsee befinden sich 300 (von 8–20 Uhr) kostenpflichtige Parkplätze, die jeweils 3 €/Tag kosten, zahlreiche Fahrradständer, mehrere Sitzbänke sowie eine Bushaltestelle, die innerhalb der Berliner Sommerferien von der Buslinie 312 („Bäderbus“) von 9–20 Uhr vom/zum S-Bahnhof Berlin-Nikolassee angefahren wird.

## Kulturelles
Mit einem Lied über das Strandbad Wannsee unter dem Titel Pack die Badehose ein wurde Cornelia Froboess 1951 zum Kinderstar. Das Lied hatte ihr Vater Gerhard Froboess ursprünglich für die Schöneberger Sängerknaben komponiert (Text von Hans Bradtke). Es wurde dort aber zunächst abgelehnt. Der Vorfall vom 5. August 1952, als ein Mädchen im Strandbad Wannsee durch einen amerikanischen Querschläger verletzt wurde, inspirierte die ostdeutsche Kabarettistin Gina Presgott zu einer Satireversion auf die Melodie von Froboess’ Schlager mit dem Text Schließ’ die Badehose ein, lass’ das Baden lieber sein, denn der Ami schießt am Wannsee.
2011 und 2012 fanden auf dem Gelände die Seefestspiele Berlin statt, mit Inszenierungen der „Zauberflöte“ durch Katharina Thalbach und „Carmen“ durch Volker Schlöndorff.